# 学ぼうBOSAI
『学ぼうBOSAI』（まなぼうボウサイ）は、NHK Eテレで2013年4月10日から2025年3月29日まで断続的に放送された、防災をテーマとした学校放送番組。

## 概要
2011年の東日本大震災をきっかけに展開している大型キャンペーン企画・「NHK東日本大震災プロジェクト」協賛番組である。この番組では、子供も大人も心を動かし、深く考える番組として、プレゼンターや専門家が最新の知見や現場での取り組み、学校でのワークショップの様子を伝えるものである。
本番組のベースとなった番組は2つある。1つは、2012年度に学校放送の特集企画として放送した『シンサイミライ学校』であり、もう1つは同じ2012年度から定時放送としてスタートした「現場に出かけて現場で学ぶ」総合学習番組で主要テーマの1つが防災教育である『げんばるマン』である。
日本南海トラフを震源とする巨大地震の発生が懸念されていることもあり、NHKは2013年度の学校放送番組の編成見直しにあたり、岩手県釜石市における“釜石の奇跡”の実例を踏まえ、内容を拡充して子どもたちにも自分たちでいのちを守る力を身に着けてもらおうと、防災教育番組の定時化を実施することとしたのである。
この番組から慶応大学生が振付を考案した「じしんだんごむし体操」が生まれた。これは地震が発生したら身を守るためにダンゴムシのように丸くなった方がいいという主旨の歌と体操である。楽曲自体はMBSテレビの番組『お天気のお知らせ』で使用されていた楽曲「じゃがポテ仮面のじしんだんごむし」が元となっている。
2017年度を最後に新作の放送が無くなり、地上波での放送も2021年度を最後に一旦終了したが、「NHK for School」公式サイトでのアーカイブ配信は、「シンサイミライ学校」のシリーズを除いてその後も続けられた。また、地上波での防災教育番組の放送は1年半のブランクを挟み、2023年度からは『キミも防災サバイバー!』に引き継がれた。2024年度のみ「学び直し・シニアゾーン」の一環として本番組が地上波で再放送されたが、同年度の終了を以って公式サイトでのアーカイブ配信も終了し、名実ともに番組は終了した。

## 放送媒体・時間
どちらも日本時間 。
- 本放送
  - 2013年度：水曜日 9:50 - 10:00
  - 2014・2015年度：木曜日 9:30 - 9:40
  - 2016・2017年度：木曜日 9:45 - 9:55
  - 2018年度前期：金曜日 15:45 - 15:55
  - 2018年度後期、2019年度（後期のみ放送）：木曜日 9:55 - 10:05
  - 2020年度（前期のみ放送）、2021年度（後期のみ放送）：火曜日 10:05 - 10:15
  - 2024年度：土曜日 5:50 - 6:00
- 再放送
  - 2013・2014年度：日曜日 18:30 - 18:40
  - 2015 - 2017年度：金曜日 15:45 - 15:55

## 放送概要
2013年度
以下の3シリーズで合計20回分を放送。原則隔週更新のため、新作の翌週は前週の再放送となっていた。
- 地球の声を聴こう

私たちが住む地球の声に耳を傾け、災害はなぜ発生するのかを知るとともに、災害の恐ろしさとそれに対する備えを行うことの大切さを学ぶ。同シリーズは2013年度に続いて、2014年度も2013年度放送分の再放送に加えて2014年度が初回放送となる新作も放送している。2016年度にも3本新作が制作され、合計17回分制作された。
- 命を守るチカラ

私たちの命を守るために、日々奮闘する人たちの姿を追ったドキュメント。2014年度以降は2013年度放送分の再放送。全7回。
- シンサイミライ学校

前述でも記載した通り、本番組の母体となった企画。故郷を愛し自分の判断と行動で、自分とみんなの命を守ることを学ぶ。2014年度以降は2013年度放送分の再放送。全6回。
放送期間が半年間に短縮された2019年度以降は放送スケジュールから外されており、2022年4月現在、このシリーズのみは「NHK for School」公式サイトでのアーカイブ配信も行われていない。2024年度の再放送においてもこのシリーズは外されている。
2014 - 2015年度
2013年度放送分の再放送（全20回）に2014年度が初回放送となる新作（全20回）を加えた全40回の放送となる。2014年度が初回放送となるシリーズ企画として、「地球の声を聴こう」のほかに、以下の2つの新シリーズが追加された。
- 東日本大震災 被災者に学ぶ

東日本大震災の被災者を取材し、震災当時の想いや現在の心境を訊く。2015年度以降は2014年度放送分の再放送。全7回。
- 阪神・淡路大震災 いのちのリレー

阪神・淡路大震災の経験を生かし、現在防災の現場で活動する人たちを追ったドキュメント。2015年度以降は2014年度放送分の再放送。全6回。
2016年度
37回分は2014年度までの放送分の再放送。残りの3回分は「地球の声を聴こう」の追加制作分。
2017年度
39回分は2016年度までの放送分の再放送。残りの1回分は「被災地に学ぶ」の特別編「子供が見た避難所生活」と題し、2016年に発生した熊本地震の被災地を取り上げている。この回が事実上最後の新作となった。
2018年度
2017年度に放送された40回分を再放送したが、前期と後期で放送時間が異なることから、放送の順序を入れ替えている。
2019 - 2021年度
放送期間が半年に縮小されたため、「シンサイミライ学校」を終了させ、それ以外のシリーズから19 - 20回分を抜粋して放送した。
2024年度
「学び直し・シニアゾーン」の一環として3年ぶりに放送。8月3日までの4か月間で「地球の声を聴こう」全17回を再放送した。8月10日から9月14日までは「命を守るチカラ」7回中6回分を再放送（「天気予報で災害を防ぐ・気象台」のみ未放送）。9月21日には「被災者に学ぶ 子供が見た避難所生活」を再放送。9月28日から11月9日までは「東日本大震災 被災者に学ぶ」全7回を再放送。11月16日から12月21日までは「阪神・淡路大震災 いのちのリレー」全6回を再放送。12月28日以降の残りの放送期間はセレクション放送を実施。8月以降の放送日程は放送終了以降に公式サイトへ反映されていた。なお、早朝枠につき学校の長期休暇期間も放送が行われた。

## 放送リスト
「地震に備えよう!」や、「災害に備えよう!」という内容と題して、これまでの災害の映像と共に振り返る。
| 地球の声を聞こう                  | 地球の声を聞こう                               | 地球の声を聞こう         |
| 初回放送日                        | サブタイトル                                   | 備考                     |
| --------------------------------- | ---------------------------------------------- | ------------------------ |
| 2013年 4月10日                    | 地震波が教えてくれること                       | 地震編                   |
| 5月29日                           | 地震はなぜ起こるの?                            | 地震編                   |
| 6月12日                           | 地球は生きている                               | 地震編                   |
| 8月21日                           | 台風の進路を予測しよう                         | 台風編                   |
| 9月11日                           | 自分の町を知って台風に備えよう                 | 台風編                   |
| 11月20日                          | 津波はどうして起きる?                          | 津波編                   |
| 12月4日                           | 津波から命を守るには?                          | 津波編                   |
| 2014年 6月5日                     | 雷から身を守ろう                               | 雷・竜巻・猛暑編         |
| 6月12日                           | 竜巻の正体を知ろう                             | 雷・竜巻・猛暑編         |
| 6月19日                           | 猛暑と熱中症                                   | 雷・竜巻・猛暑編         |
| 9月11日                           | 集中豪雨から身を守ろう                         | 豪雨・大雪編             |
| 2015年 2月5日                     | 大雪災害にそなえよう                           | 豪雨・大雪編             |
| 2014年 9月18日                    | 噴火のしくみを学ぼう                           | 噴火編                   |
| 9月25日                           | 噴火の前に何が起きる?                          | 噴火編                   |
| 2016年 9月15日                    | 突然の噴火に備えよう                           | 噴火編                   |
| 10月13日                          | 土砂災害から命を守ろう                         | 災害編                   |
| 2017年 3月16日                    | 河川氾濫に備えよう                             | 災害編                   |
| 命を守るチカラ                    |                                                |                          |
| 初回放送日                        | サブタイトル                                   | 備考                     |
| 2013年 4月24日                    | フライトドクター                               |                          |
| 6月26日                           | 災害救助犬・指導手                             |                          |
| 9月25日                           | 火山災害ホームドクター                         |                          |
| 2014年 1月8日                     | 東京消防庁・ハイパーレスキュー                 |                          |
| 2月5日                            | 天気予報で災害を防ぐ・気象台                   |                          |
| 2月19日                           | ロボット開発で災害に備える                     |                          |
| 3月5日                            | 大雨・土砂災害に備える                         |                          |
| シンサイミライ学校                |                                                |                          |
| 初回放送日                        | サブタイトル                                   | 備考                     |
| 2013年 5月15日                    | アニメで学ぶ"命を守るキズナ"                   | 大阪放送局制作           |
| 7月10日                           | 地震からいのちを守る知恵                       | 大阪放送局制作           |
| 10月9日                           | きみならどうする?判断の分かれ道                | 大阪放送局制作           |
| 10月23日                          | 元気のでる"BOSAI食"をつくろう                  | 大阪放送局制作           |
| 11月6日                           | キャンプで学ぶ"BOSAI力"                        | 大阪放送局制作           |
| 2014年 1月22日                    | 命を守る"手作りBOSAIマップ"                    | 大阪放送局制作           |
| 東日本大震災 被災者に学ぶ         |                                                |                          |
| 初回放送日                        | サブタイトル                                   | 備考                     |
| 2014年 5月29日                    | 消防団員〜宮城・女川町〜                       |                          |
| 10月23日                          | 看護師〜宮城・女川町〜                         |                          |
| 11月6日                           | 校長先生〜宮城・南三陸町〜                     |                          |
| 11月13日                          | 民生委員〜岩手・宮古市田老〜                   |                          |
| 2015年 2月26日                    | 工場長〜宮城・仙台市〜                         |                          |
| 3月5日                            | タクシー運転手〜宮城・気仙沼市〜               |                          |
| 3月12日                           | 商業施設運営〜宮城・石巻市〜                   |                          |
| 阪神・淡路大震災 いのちのリレー   |                                                |                          |
| 初回放送日                        | サブタイトル                                   | 備考                     |
| 2014年 6月26日                    | いのちを守る強いココロ〜消防士〜               | 大阪放送局制作           |
| 10月30日                          | 何もしない自分はもうイヤだ〜災害ボランティア〜 | 大阪放送局制作           |
| 2015年 1月8日                     | 人と人とのつながりこそが防災〜障害者支援〜     | 大阪放送局制作           |
| 1月15日                           | どんなときも助けたい〜災害医療〜               | 神戸放送局制作           |
| 1月22日                           | 子どもたちの未来を守る〜防災教育支援〜         | 大阪・神戸放送局共同制作 |
| 1月29日                           | 命の大切さを伝える〜震災遺族〜                 | 大阪・神戸放送局共同制作 |
| 被災者に学ぶ 子供が見た避難所生活 |                                                |                          |
| 初回放送日                        | サブタイトル                                   | 備考                     |
| 2018年 3月15日                    | 避難生活が長引くとき                           | 最終制作回               |

## 出演
地球の声を聴こう
- ナレーション：DJナイク
- 講師
  - 地震編：大木聖子（地震学者、慶應義塾大学環境情報学部准教授）
  - 台風編：茂木耕作（気象学者）
  - 津波編：保田真理（東北大学災害科学国際研究所）
  - 雷・竜巻・猛暑編：佐々木恭子（気象予報士）
  - 豪雨・大雪編
    - 荒木健太郎（気象庁気象研究所研究官）
    - 上石勲（防災科学技術研究所雪氷防災研究センター・センター長）

  - 噴火編：林信太郎（秋田大学教育文化学部教授）
  - 災害編
    - 藤井俊逸（土木コンサルタント）
    - 二瓶泰雄（東京理科大学土木工学科教授）

命を守るチカラ
- 濱口優（よゐこ）
- ナレーション：田中敦子

シンサイミライ学校
- 相武紗季（女優） - 兵庫県出身で、小学校3年生のときに阪神・淡路大震災を経験している[5]。

東日本大震災 被災者に学ぶ
- 濱田龍臣
- ナレーション：幸田夏穂

阪神・淡路大震災 いのちのリレー
- ナレーション（出演当時、北郷＜神戸在局＞を除き大阪在局のNHKアナウンサー）
  - 山本美希（第1回・第2回担当）
  - 小林千恵（第3回・第4回担当）
  - 北郷三穂子（第5回・第6回担当）

被災地に学ぶ 子供が見た避難所生活
- 鈴木福 - ナレーションを兼務。

## 制作協力・制作著作
制作協力・制作著作クレジットは下記のシリーズ企画により少し異なる。
- 地球の声を聴こう - 制作協力：NHKエデュケーショナル、制作著作：NHK
- 命を守るチカラ、東日本大震災 被災者に学ぶ - 制作協力：NHKプラネット、制作著作：NHK
- シンサイミライ学校 - 制作著作：NHK大阪放送局
- 阪神・淡路大震災 いのちのリレー - 制作著作：NHK大阪放送局（第1 - 3回）、NHK神戸放送局（第4回）、NHK大阪放送局・NHK神戸放送局（第5・6回）
- 被災地に学ぶ 子供が見た避難所生活 - 制作著作：NHK